# 톰과 제리: 수퍼레이스
《톰과 제리: 수퍼레이스》(Tom and Jerry: The Fast and the Furry)은 2015년에 공개된 미국의 비디오 영화이다.